# FC Dynamo GTS Stavropol
El Dynamo GTS (del ruso: Динамо-ГТС) es un club de fútbol ruso de la ciudad de Stávropol, fundado en 1986. El club disputa sus partidos como local en el estadio Dinamo y juega en la Segunda División de Rusia, el tercer nivel en el sistema de ligas ruso.

## Historia
El club ha cambiado de denominación a lo largo de su historia. Estos son los cambios de nombre que ha tenido:
- 1986-1991: FC Signal Izobilny
- 1992-1995: FC Dynamo Izobilny
- 1996-1999: FC Signal Izobilny
- 2000-2003: FC Spartak-Kavkaztransgaz Izobilny
- 2004: FC Kavkaztransgaz Izobilny
- 2005-2006: FC Kavkaztransgaz Ryzdvyany
- 2007–2013: FC Kavkaztransgaz-2005 Ryzdvyany
- 2014-presente: FC Dynamo GTS Stavropol

## Jugadores
Actualizado al 6 de septiembre de 2012, según RFS.